# 우슈카
우슈카(Uszka)또는 vushka(우크라이나어: вушка uk; 벨라루스어: вушкі be; lit. '작은 귀')는 작고 꼬인 형태의 덤플링이다 (피에로기의 아주 작은 꼬인 버전) 보통 향기로운 야생 숲 버섯 또는 다진 고기로 채워진다. 주로 보르시와 함께 제공되지만, 녹인 버터와 허브(보통 차이브)를 뿌려 간단히 먹을 수도 있다. 채식(버섯이나 양파로만 채워진)일 경우 폴란드, 벨라루스, 우크라이나의 전통 크리스마스 이브 요리의 일부이며, 수프에 넣거나 반찬으로 먹는다.

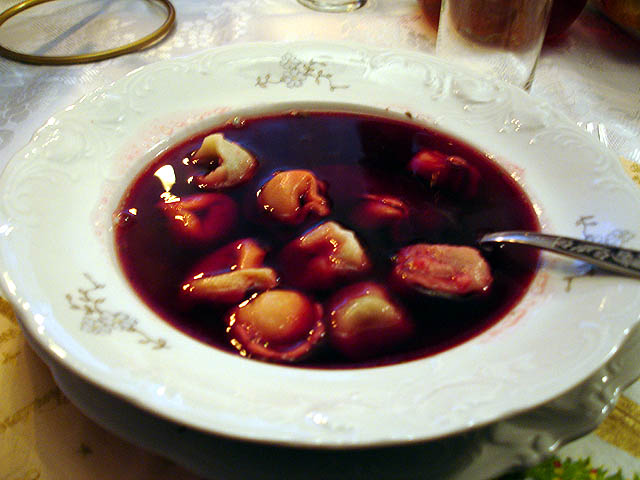
폴란드 전통 바르시 속 우슈카

## 같이 보기
- 펠메니
- 피에로기
- 바레니키
- 크레플레흐
- 마울타셰